# Porcher Industries
Ne doit pas être confondu avec l'entreprise de sanitaires en céramique Porcher.
Pour les articles homonymes, voir Porcher.
Porcher industries est un groupe international qui développe et produit des matériaux alliant textile et chimie pour des applications industrielles.
En 2017 le groupe emploie 2550 collaborateurs, réalise 320 millions d'euros de chiffres d'affaires sur 16 sites.

## Historique
L'entreprise est née en 1912 à Eclose-Badinières, petit village du nord-Isère qui compte 600 habitants de nos jours. À l'époque, Auguste et Rémy Porcher créèrent la SNC Porcher Frères, une usine de tissage de la soie. L'entreprise familiale croissait tranquillement jusqu'en 1948, où Robert Porcher arriva à la tête de la société et créa la SARL Porcher Textile et Porcher Tissages. Il donna un tournant important à la société et un rayonnement international en la faisant entrer dans l'aire des textiles techniques à base de fibres synthétiques.
En 1950, l'entreprise fut l'une des premières à produire des tissus à base de fil de verre à la place de la soie. Puis afin de répondre à la demande de différents secteurs (automobile, BTP, électronique, sport...) le groupe Porcher s'est mis à tisser des fibres synthétiques à base de basalte, carbone, polyamide etc. Continuant son extension, l'entreprise créa de nouvelles filières et de nouveaux bureaux sur tous les continents, au Brésil en 1977, en Grande-Bretagne en 1983, à Hong Kong en 1986, à Moscou en 1994... Dans les mêmes temps Porcher Industries acquit de nombreuses entreprises et construisit une nouvelle usine au Grand-Lemps (38).
Depuis, la R&D est l'une des priorités de l'entreprise et représentait en 2011 3 à 4 % de son chiffre d'affaires. Celle-ci compte trois sites de R&D dans le monde dont un dans le nord-Isère, à Chavanoz, les deux autres étant situés aux États-Unis et en Chine. Chaque année Porcher Industries dépose en moyenne 2 brevets.
En 2016, à la suite d'un conflit entre actionnaires, mettant en péril l'avenir du groupe, le Tribunal de grande instance de Bourgoin-Jallieu, en Isère, a autorisé la vente de Porcher Industries, groupe textile, au fonds londonien Warwick Capital Partners.

## Activités
S'appuyant sur une gamme étendue de textiles techniques, Porcher Industries se positionne aujourd'hui sur des marchés très variés. Chaque marché fait l'objet d'une offre spécifique construite en fonction des exigences des clients.
Les marchés sur lesquels l'entreprise est présente sont :
Le secteur automobile; l'entreprise propose plusieurs fibres. Les fibres de verre et fibres de silice sont utilisées pour la réalisation des pots d'échappement, des courroies synchrones, certains éléments de carrosserie (panneaux de porte...). La fibre de polyamide est utilisée pour la création d'« airbags » (coussins gonflables de sécurité), le polyester pour les fauteuils...
Le BTP et l'industrie ; ce secteur a un champ d'action très varié. Le savoir-faire de l'entreprise permet de produire des fibres et tissus utilisés pour la réalisation de moquette, de joints isolants auto-adhésifs... Le tissu de verre permet de conférer au matériau d'isolation qu'il surface (comme les laines minérales) des propriétés ignifuges, de stabilité directionnelle etc. Ces isolants ainsi surfacés sont ensuite utilisés pour isoler, des plafonds, des gaines de ventilation...
L'aéronautique et l'aérospatial ; ce secteur est développé notamment depuis les années 1990. Porcher Industries propose une gamme de produits composites variées dont des renforts en aramide, carbone et fibre de verre ainsi que des matériaux thermoplastiques haute performance. Ce dernier matériau, qualifié par Airbus, va être testé sur des vols d'essai de l'A350 à la fin de l'année 2012. Il permet d’alléger d'environ une tonne le poids de ce type d'avion. Cette dernière innovation a permis à l’entreprise de décrocher le 2e prix de « l'innovation Bref Rhône-Alpes » 2011.
Le sport ; dans ce domaine l'entreprise est le leader mondial des tissus légers haute performance et réalise de nombreuses voiles utilisées dans les sports nautiques ou aériens. Dans le parapente ce sont près de 70 % des voiles qui sont équipées de tissus Porcher. Mais l'entreprise est présente dans de nombreuses autres disciplines : kitesurf, windsurf, spinnaker, montgolfière, ULM, parachute... Porcher Sport compte parmi ses clients l'armée française dont elle est l'unique fournisseur de parachute militaire depuis plus de 50 ans.
L'électronique ; l'entreprise est parmi les leaders européens sur la construction des tissus en fibre de verre pour les circuits imprimés qui équiperont ensuite les ordinateurs, téléphones, appareils photos, vidéos, Hi-Fi...

## Référence
1. ↑  https://www.societe.com/societe/porcher-industries-553620022.html
2. ↑  « Porcher Industries - Présentation », sur www.porcher-ind.com (consulté le 6 janvier 2019)
3. ↑  Isère magazine n°134, Février 2012, p33, Sandrine Anselmetti
4. ↑  « Porcher Industries : la vente au fonds londonien Warwick autorisée », sur La Tribune (consulté le 6 janvier 2019)
5. ↑  Numéro spécial de Bref Rhône-Alpes sur les lauréats de l'édition Chambéry 2011
6. ↑  Section "Parachute" sur le site officiel de Porcher Sport